# De sammansvurnas saga
De sammansvurnas saga, eller Bandamannasagan (isl. Bandamanna saga) är en av islänningasagorna. Den utspelar sig i yttre Midfjordsdalen på Island omkring år 1050-55.

## Handling
Sagan börjar med att berätta om förhållandet mellan Odds son Ofeig, och Ospaks son Glum. Ospak är brorson till Grette Asmundsson. Odd har, med lite hjälp från sin far, blivit rik. Ospak var känd för sitt opålitliga sinnelag. Ospak ber att få bo en tid hos Odd. Odd går med på detta, på grund av Ospaks förbindelser, även om han är medveten om den senares rykte. Det går bra tills Odd vill göra ett handelsresa. Han måste övertala Ospak att förvalta hans godedöme, även om Ospak mer än gärna vill göra detta. När Odd är borta, friar Uspak till en rik kvinna vid namn Svala, och flyttar till hennes boställe. När Odd kommer hem från sin resa, måste han med våld återta godevärdigheten.
Även om det mesta gick bra medan Odd var borta, börjar Odd märka att djur saknas efter att Ospak flyttat. Våle, som växte upp hos Odds far, lovar att undersöka saken. Våle berättar för Ospak att han är misstänkt. Våle dödas senare när han och Odd besöker Ospaks hem. Det var egentligen meningen att det var Odd som skulle dräpas. Odd försöker stämma Ospak till tinget, men gör ett rättsligt felsteg och misslyckas med detta.
Odd återvänder besviken hem och möter Ofeig, sin far. Denne lovar att ta hand om fallet. Ofeig får nämndemännen ta upp fallet igen. En grupp sammansvurna bildas med avsikt att konfiskera Odds egendom, därför att han försökt muta tinget. När allt börjar gå illa för Odd, griper hans far åter in i målet, och Odd döms enbart till ett mindre straff. Berättelsen slutar med Odd försonas med sin far och gifter sig med dottern till en av de sammansvurna.

## Tillkomst, manuskript och översättning
Sagan skrevs omkring år 1250. Den finns i två versioner, en kortare och en längre.
Den korta versionen finns bevarad i Konungsboken, Gl. Kgl. sml. 2845 qu., troligen från 1400-talets förra hälft. Den längre versionen finns bevarad i Möðruvallabók, också den från förra delen av 1400-talet.
Den längre versionen trycktes först i Hólar år 1756, och den kortare i Lund 1874.
Sagan är översatt till svenska av Hjalmar Alving (1935) och Åke Ohlmarks (1963) och Inge Knutsson (2014).